# Trichognoma chinensis
Trichognoma chinensis är en skalbaggsart som beskrevs av Stefan von Breuning 1956. Trichognoma chinensis ingår i släktet Trichognoma och familjen långhorningar. Inga underarter finns listade i Catalogue of Life.